# Pennie Smith
Pennie Smith es una fotógrafa británica, conocida por sus trabajos con multitud de bandas de rock desde finales de los años 60. Es autora de la fotografía de portada del álbum London Calling de la banda de punk rock británica The Clash, imagen icónica de rock que en 2002 fue elegida por los lectores de la revista Q como la mejor fotografía de Rock de todos los tiempos.

## Biografía
Pennie Smith nació en Londres en 1949, estudió arte y diseño gráfico en la Escuela de Arte de Twickenham en la década de los 60 y siendo aún muy joven se decantó por la fotografía. Entre 1969 y 1972 colaboró con el diseñador gráfico Barney Bubbles en la revista underground Friends. En 1970 realizó su primer gran trabajo fotográfico siguiendo la gira de Led Zeppelin, ese mismo año, diseñó la portada del álbum Never Never Land para la banda de rock Pink Fairies.
El 21 de septiembre de 1979, Smith se encontraba el Palladium de Nueva York, cubriendo la gira “Clash Take the Fifth” de la banda de punk rock británica The Clash cuando captó la imagen del bajista Paul Simonon estampando su Fender Precision al final del concierto. La fotógrafa se encontraba a un lateral del escenario con su cámara Pentax ESII y Paul empezó a caminar hacia ella molesto e incómodo. Entonces empezó golpear el instrumento contra el suelo. La fotografía fue escogida como portada del álbum London Calling, aunque en un principio Smith no se mostró conforme con esta decisión, ya que no estaba satisfecha con el resultado de su trabajo, al considerar que la foto estaba desenfocada. En 1980, Pennie Smith publicó el libro de fotografías The clash: before & after.
A partir de 1980, Smith comenzó a trabajar para la revista musical NME. A lo largo de su carrera a fotografiado a bandas como Led Zeppelin, The Rolling Stones, The Who, Iggy Pop, Sweet, The Clash, The Jam, The Slits, Siouxsie Sioux, Debbie Harry, U2, Morrissey, The Stone Roses, Primal Scream, Manic Street Preachers, Radiohead, Blur, Oasis o The Strokes.
Aunque no es frecuente encontrar exposiciones de su obra, en 2009 algunas de las más célebres fotografías de Pennie Smith fueron incluidas en la exposición "Who Shot Rock & Roll" exhibida en el Museo de Brooklyn.
En 2010, la Royal Mail editó una serie de sellos conmemorativos con la portada del álbum London Calling.